# Mikael Håfström

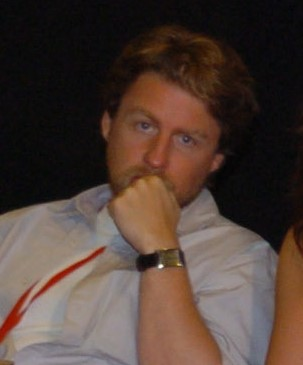
Mikael Håfström, 2005

Jan Mikael Håfström (* 1. Juli 1960 in Lund) ist ein schwedischer Drehbuchautor und Regisseur.
Håfström absolvierte sein Filmstudium in Stockholm und New York City. Nach dem Studium begann er als Regieassistent und Drehbuchautor für das schwedische Fernsehen. Er tritt seit Ende der 1980er Jahre als Drehbuchautor in Erscheinung. Später ging er dann zu Kinofilmen über. Seit Mitte der 2000er Jahre dreht er in Hollywood. Sein Bruder Dan Håfström spielte in dem Kinderfilm Ronja Räubertochter die Hauptrolle des Birk Borkason.
2003 wurde er auf dem Tallinn Black Nights Film Festival mit dem Film Evil in der Kategorie Bester Jugendfilm ausgezeichnet. Der gleiche Film brachte ihm 2005 die Auszeichnung mit dem Robert ein. 2002 erhielt er gemeinsam mit Hans Gunnarsson den Guldbagge in der Kategorie Bestes Drehbuch.

## Filmografie (Auswahl)
- 2001: Leva livet (Drehbuch & Regie)
- 2003: Kops (Kopps, Drehbuch)
- 2003: Evil (Ondskan, Drehbuch & Regie)
- 2004: Drowning Ghost – Der Fluch von Hellestad (Strandvaskaren, Drehbuch & Regie)
- 2005: Entgleist (Derailed)
- 2007: Zimmer 1408 (1408)
- 2010: Shanghai
- 2011: The Rite – Das Ritual (The Rite)
- 2013: Escape Plan
- 2016–2017: Bloodline (Fernsehserie)
- 2018: Dirigenten (Fernsehserie)
- 2019: Quick – Die Erschaffung eines Serienkillers (Quick)
- 2021: Outside the Wire
- 2024: Slingshot